# رالف ده هیر
رالف ده هیر (انگلیسی: Rolf de Heer؛ زادهٔ ۹ مهٔ ۱۹۵۱) یک کارگردان و تهیه‌کننده اهل استرالیا - هلند است.
وی کارگردان فیلم‌هایی همچون دینگو و اپسیلون بوده‌است.